# 名間水力發電廠
名間水力發電廠，是臺灣一座小型水力發電廠，位於南投縣名間鄉濁水村集集攔河堰下游五公里，於2007年啟用，係利用集集攔河堰截取濁水溪之水源發電，為台灣第一座以BOT模式經營的小型水力發電廠，也是經濟部與經濟部水利署的首件BOT案。

## 沿革
集集共同引水計畫於2001年興建完成，而位於集集攔河堰北岸聯絡渠道的名間鄉濁水村二段陡槽之水力能源潛勢具開發價值，於是經濟部水利署中區水資源局於2001年召開「南北岸聯絡渠道小型水力發電開發招商推動方案」，經評估後採促參法以BOT方式推動辦理。2004年3月11日經濟部水利署中區水資源局與「名間電力股份有限公司」簽約，名間電廠興建工程於2004年11月2日開工興建，並於2007年完工啟用，而名間水力公司取得興建與營運之特許經營權25年，特許期間自特許公司名間電力股份有限公司與中區水資源局完成簽約之日起算，即自2004年3月11日至2029年3月10日。

### 股東結構
名間電力公司主要股東包括中興電工、日本關西電力以及有線電視業者出身的東錦公司。這也是關西電力首度跨海到台灣參與的水力發電工程。

## 設施
名間水力發電廠佔地為0.92公頃，取水閘門有三門、引水幹管長40公尺，發電機二組，裝置容量共計一萬六千七百零四瓩，主要係利用集集引水水渠聯絡渠道沿線跌水工或陡槽的潛在電能，讓原本可能浪費的尾水，轉換成可用的能量。名間水力發電廠每年發電量約七千六百萬度，以每度電新台幣兩元的價格賣給台灣電力公司運用，每年售電收入一億五千二百萬元，而其中的25％（三千八百萬元）是應繳交予水利署中區水資源局的權利金。

### 機組
| 名稱   | 發電機型號               | 水輪機型號             | 機組數量 | 發電方式 | 有效落差（公尺） | 單一機組用水量（CMS） | 容量（MW） | 位置         | 商轉日期      | 狀態   |
| ------ | ------------------------ | ---------------------- | -------- | -------- | ---------------- | --------------------- | ---------- | ------------ | ------------- | ------ |
| 一號機 | 額定容量9280kV同步發電機 | 豎軸轉槳卡布蘭式水輪機 | 1        | 川流式   | 31.0公尺         | 16.704CMS             | 8.3MW      | 南投縣名間鄉 | 2007年6月23日 | 商轉中 |
| 二號機 | 額定容量9280kV同步發電機 | 豎軸轉槳卡布蘭式水輪機 | 1        | 川流式   | 31.0公尺         | 16.704CMS             | 8.3MW      | 南投縣名間鄉 | 2007年6月23日 | 商轉中 |

### 管理
- 電廠名稱：名間水力發電廠
- 管理單位：經濟部水利署
- 廠內編制：

### 設施
- 廠房類型：半地下式
- 取水來源：濁水溪（集集攔河堰）
- 壓力鋼管：長113公尺、直徑4公尺

## 鄰近設施
- 集集線濁水車站
- 九二一震災紀念斜塔

## 外部連結
- 名間電廠BOT - 經濟部水利署中區水資源局（页面存档备份，存于）